# Rum (matematik)
Inom matematiken är rum en mängd, vanligtvis med någon ytterligare struktur.

## Exempel
- Banachrum
- euklidiskt rum
- Hilbertrum
- inre produktrum
- likformigt rum
- metriskt rum
- normerat rum
- topologiskt rum
- vektorrum